# Concepción (Copán)
Concepción é um município de Honduras, localizado no departamento de Copán.